# Kellett KD-1
Die Kellett KD-1 ist ein Tragschrauber des US-amerikanischen Herstellers Kellett Autogiro Corporation. Er wurde 1935 als YG-1 durch das United States Army Air Corps erprobt und war damit der erste Drehflügler der amerikanischen Streitkräfte. 

## Geschichte

### Entwicklung
Die KD-1 wurde Mitte der 1930er Jahre entwickelt und war der erste Tragschrauber von Kellett der eine Direktsteuerung einsetzte. Das „D“ in KD steht deshalb für Direct control. Im Gegensatz zu den ersten vier von Kellett entwickelten Baumuster K-1X, K-2, K-3 und K-4 wurde bei der KD-1 zur Steuerung ein kippbarer Rotor verwendet. Die vorher bevorzugte Steuerung mit Hilfe eines konventionellen Leitwerks und Tragflächen hatte sich vor allem bei geringen Geschwindigkeiten als unzureichend erwiesen. Wallace Kellet und sein Chefingenieur unternahmen deshalb im Vorfeld eine Studienreise nach England zu Cierva, um dessen neues Modell C.30 zu inspizieren. 

### Luftposteinsatz
Der Prototyp trug das Luftfahrzeugkennzeichen NX14742. Ihre Kurzstartfähigkeiten demonstrierte die KD-1, indem sie Postsäcke über etwa 10 km vom Dach des zehnstöckigen Postgebäudes in Philadelphias 30th Street über den Delaware River zum Flughafen in Camden transportierte. Die KD-1 war damit weltweit der erste Tragschrauber, der Luftpost beförderte. Nach einer Ausschreibung der Postbehörde erhielt Eastern Air Lines den Zuschlag zum Betrieb der Linie und erwarb eine KD-1B von Kellett. Der Unterschied zur KD-1A bestand darin, dass das vordere Passagierabteil für den Posttransport mit einer Klappe verschlossen werden konnte und das hintere Cockpit des Piloten eine Schiebehaube erhielt.
Eastern Air Lines betrieb den Luftpostdienst fünf Mal täglich vom Juli 1939 bis Juli 1940. Auf dem Dach des Bürogebäudes wurden insgesamt über 2300 Starts und Landungen durchgeführt, wobei die mitgeführte Post bei jedem Flug etwa 135 kg wog. Während der gesamten Einsatzzeit gab es lediglich einen bemerkenswerten Zwischenfall, als eine Windbö die Maschine auf dem Dach auf die Seite rollte. Die KD-1B konnte jedoch repariert werden.

### Militärische Verwendung

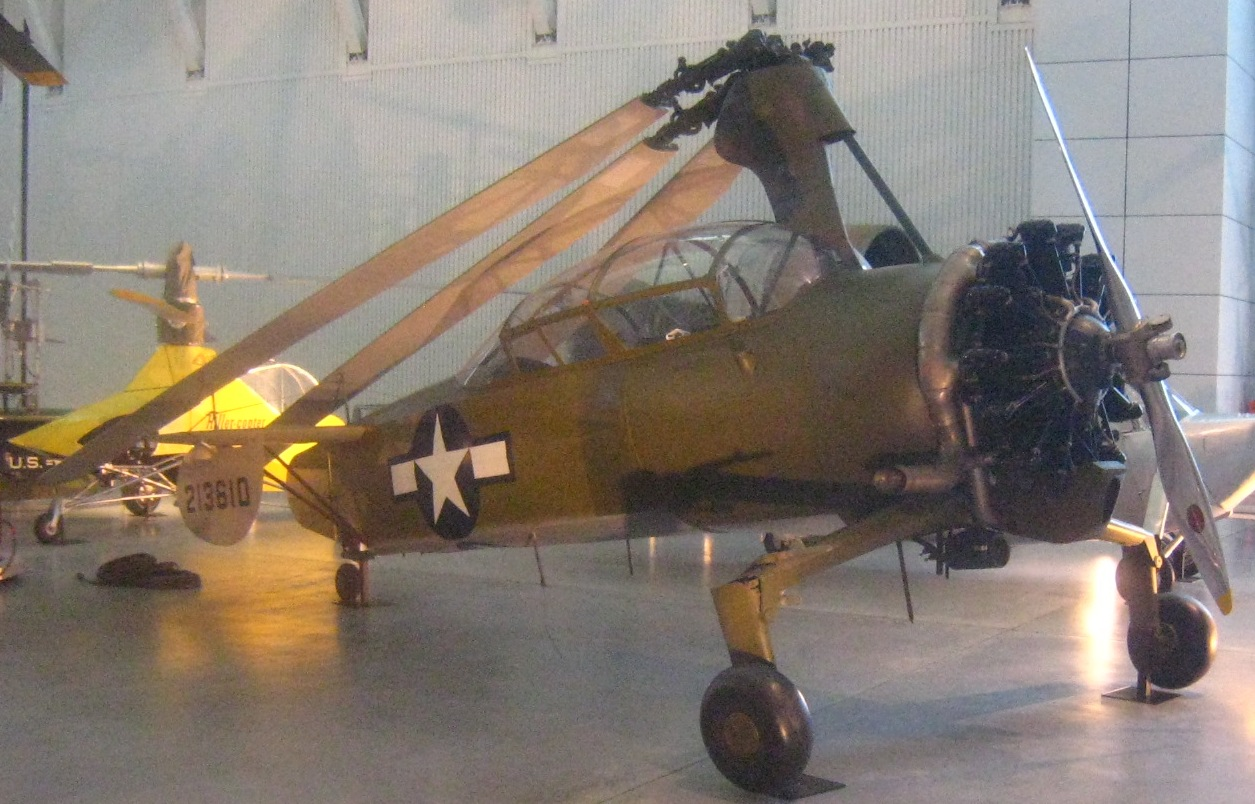
XO-60

Das US Army Air Corps (USAAC) beschaffte 1935 eine KD-1, um ihre militärische Verwendungsfähigkeit zu evaluieren. Sie erhielt die militärische Bezeichnung YG-1 (USAAC-Seriennr. 35-278), wobei von 1935 bis 1939 der Kennbuchstabe „G“ für Gyroplane (Tragschrauber) stand.
Kellett unternahm in dieser Zeit Anstrengungen zur Verbesserung des Entwurfs in Form der KD-1A, die einen elektrischen Anlasser und weitere kleinere Modifikationen erhielt. Das USAAC erhielt eine KD-1A mit zusätzlicher Funkausrüstung und beschaffte danach 1937 noch sieben weitere Maschinen als YG-1B (37-377 bis 37-382, 37-635). Bei diesen war die Treibstoffkapazität von 44 auf 30 gal. verringert. Fünf der sieben Exemplare wurden anschließend in einem Schulungsprogramm für luftgestützte Artilleriebeobachter und für Verbindungsaufgaben verwendet. Die anderen beiden erhielt Kellett für die Weiterentwicklung des Tragschrauberkonzepts zurück. Nach ihrer militärischen Verwendung setzte zunächst die US Border Patrol die fünf YG-1B an der texanischen Grenze ein, wonach sie schließlich aber in privaten Händen verblieben. Eine davon gelangte noch nach Kanada zu Leavens Brothers in Toronto, wo sie bei einem Startunfall zerstört wurde.
Die zwei an Kellett zurückgegebenen YG-1B erhielten durch das USAAC die neue Bezeichnung XR-2 und XR-3, obwohl der Kennbuchstabe "R" eigentlich nur für Hubschrauber vorgesehen war. Mit der XR-2 wurde versucht, die Sprungstartfähigkeiten des Tragschraubers weiterzuentwickeln. Weiterhin wurden bereits Systeme eingebaut, die in der vorgesehenen XO-60-Variante später eingesetzt werden sollten. Die XR-2 war mit einem 285 PS leistenden Siebenzylinder Jacobs R-915 und einem Hamilton-Standard-Constant speed propeller ausgestattet. Jedoch flog die XR-2 nie, da aufgrund des zu schwach gedämpften Fahrwerks bei Rollversuchen die gesamte Maschine in Resonanzschwingungen geriet und dabei zerstört wurde. Die XR-3 wurde eingesetzt, um das Rotorsystem für die geplante XR-8 zu entwickeln. Nach Abschluss des Testprogramms kaufte General Electric die XR-3, um sie für seine Drehflüglerforschung im damals neuen Forschungszentrum in Schenectady (New York). Danach wurde sie an die Teterboro School of Aeronautics in New Jersey für technische Ausbildungszwecke weitergegeben, um schließlich von einem Privatmann aus Harrisburg (Pennsylvania) gekauft zu werden.
Die 1940 vom USAAC in Auftrag gegebene XO-60 war eine Weiterentwicklung der KD-1A/YG-1B und entstand aus der Forderung nach höherer Motorleistung, größerer Nutzlast und besseren Vertikalstarteigenschaften. Der einzelnen XO-60 folgten sechs weitere YO-60 zur Einsatzerprobung. Bei diesen Maschinen saß der Pilot zum ersten Mal im vorderen Sitz, während der Beobachter dahinter auf einem drehbaren Sitz untergebracht war und hinter sich einen kleinen Arbeitstisch hatte. Beide Cockpits waren mit einer klappbaren Haube abgedeckt, zusätzlich hatte der Pilot durch ein transparentes Bodenteil Sicht nach unten. Zusätzlich waren die Seitenwände hinten abgeflacht und die Cockpithaube ausgebeult, um dem Beobachter eine bessere Bodensicht zu geben.
Die Maschinen wurden einer intensiven militärischen Eignungserprobung unterzogen, wonach man jedoch zu dem Schluss gelangte, dass die Beschaffungs- und Wartungskosten gegenüber leichten Flächenflugzeugen, die die gleichen Aufgaben erfüllen konnten, zu hoch waren. Hinzu kam, dass die Entwicklung der Hubschrauber so weit fortgeschritten war, dass auch diese in direkter Konkurrenz zu den Tragschraubern standen.

### NASA
Auch die NASA erhielt später vom USAAC eine YO-60, die aber bei der Flugerprobung zerstört wurde.

### Nachbau in Japan
Auch in Japan bestand beim japanischen Heer Interesse an der Tragschrauberentwicklung in den USA. Es wurde eine KD-1A importiert, die jedoch bei der Erprobung schwere Beschädigungen erlitt. Bei der Kabaya Industrial Company begutachtete man die Konstruktion und führte einen Nachbau als Kabaya Ka-1 durch. Die als Beobachtungs-, Verbindungs- und Patrouillenflugzeug eingesetzte Ka-1 verwendete als Antrieb einen in Lizenz gebauten Argus As 10C-Motor. Nach dem Erstflug am 26. Mai 1941 wurde eine Serie von rund 240 Maschinen produziert. Einige davon waren an Bord des mit einem Flugdeck ausgestatteten Landungsboottenders Akitsu Maru des japanischen Heeres stationiert und stellten mit zwei mitgeführten 60-kg-Wasserbomben die ersten bewaffneten Tragschrauber außerhalb der UdSSR dar. Ein mit einem Jacobs L-4MA-7-Sternmotor ausgerüstetes Exemplar erhielt die Bezeichnung Ka-2.

## Konstruktion
Die KD-1 besaß wie die Cierva C.30 eine tragflächenlose Auslegung mit zwei Tandemsitzen. Der Antrieb bestand aus einem Jacobs L-4MA Siebenzylinder-Sternmotor mit einer Leistung von 225 PS (165 kW) und einem 101-Zoll (2,57 m) Curtiss-Reed-Festpropeller. Die Rotorblätter, deren Tiefe mit 12 Zoll gegenüber den Vorgängerkonstruktionen um fast die Hälfte reduziert wurden, besaßen ein Göttingen-606-Profil. Die Rotorblätter hatten einen Stahlrohrholm mit Stahlrippen und einer dreilagigen Holzbeplankung. Der Rotorträger aus Stahlrohren und die vertikale Antriebswelle zwischen Motor und Rotor (zum Beschleunigen des Rotors vor dem Start) waren mit einer Aluminiumverkleidung versehen. Unter der Motorverkleidung saß eine Rotorbremse, und eine Kupplung erlaubte ein schnelles und sanftes Verbinden von Motor und Rotor und ein Lösen der Verbindung vor dem Start. 
Der Rumpf war eine konventionelle geschweißte Gitterrohrkonstruktion mit einem aluminiumverkleideten Vorderrumpf und stoffbespannten hinteren Rumpfteil. Die horizontalen Flächen des Leitwerks – die rechte Fläche besaß ein umgedrehtes Profil – konnten am Boden eingestellt werden. Die senkrechten Flächen waren unterhalb der horizontalen angeordnet, um Berührungen mit dem Rotor auszuschließen. 

## Verbleib
Das einzige heute noch erhaltene Exemplar stammt aus der YO-60-Serie und wurde nach einem Unfall wiederaufgebaut, bevor es zu seinem heutigen Standort im Smithsonian Air and Space Museum gelangte. 

## Technische Daten
| Kenngröße              | Daten der KD-1                                                          |
| ---------------------- | ----------------------------------------------------------------------- |
| Besatzung              | 1 bis 2                                                                 |
| Länge                  | 6,41 m (21 ft.) YO-60: 6,33 m (20 ft. 9 in.)                            |
| Rotordurchmesser       | 12,20 m (40 ft.) YO-60: 13,17 m (43 ft. 2 in.)                          |
| Höhe                   | 3,13 m (10 ft. 3 in.) (alle Varianten)                                  |
| Leermasse              | 597 kg (1315 lb) KD-1B: 726 kg (1600 lb)                                |
| max. Startmasse        | 1022 kg (2250 lb) KD-1B: 1090 kg (2400 lb) YO-60: 1200 kg (2640 lb)     |
| Reisegeschwindigkeit   | 160 km/h (100 mph) (KD-1 und KD-1B)                                     |
| Höchstgeschwindigkeit  | 192 km/h (120 mph) YO-60: 200 km/h (125 mph)                            |
| Mindestgeschwindigkeit | 26 km/h (16 mph)                                                        |
| Steigleistung          | 305 m/min (1000 ft./min) KD-1B: 244 m/min (800 ft./min)                 |
| Triebwerk              | ein Jacobs L-4MA Siebenzylinder-Sternmotor mit 225 PS (165 kW) Leistung |